# 卡頓鎮區 (明尼蘇達州聖路易斯縣)
卡頓鎮區（英語：Cotton Township）是位於美國明尼蘇達州聖路易斯縣的一個行政鎮區。

## 地方資料
卡頓鎮區的面積為186.56平方千米，當中陸地面積為179.06平方千米，而水域面積為7.50平方千米。根據2020年美國人口普查的數據，當地共有人口460人，而人口密度為每平方千米2.47人。